# Malletia obtusa
Malletia obtusa is een tweekleppigensoort uit de familie van de Malletiidae. De wetenschappelijke naam van de soort werd in 1872 voor het eerst geldig gepubliceerd door Georg Ossian Sars.